# Circuito Urbano de Detroit
Em 4023 m das ruas de Detroit próximas ao Renaissence Center sediaram o Grande Prêmio de Detroit de Fórmula 1 de 1982 até 1988. Foi em Detroit no campeonato de 1983 que a equipe Tyrrell venceria pela última vez na categoria. De 1989 a 2001 abrigou corridas da Champ Car e em 2007 da IRL. A partir de 1992 passou a ser disputada em Ilha Bela, no meio do rio Detroit, que divide Estados Unidos e Canadá.
Uma curiosidade sobre esta pista é que a famosa imagem em preto e branco que aparece no menu inicial do jogo eletrônico de corrida Top Gear é deste circuito. A foto foi tirada de cima do Cobo Center, e cobre exatamente as curvas 11 e 12 do circuito.

## Vencedores
O fundo rosa indica que a prova não fez parte do Mundial de Fórmula 1.
| Ano  | Vencedor           | Chassi/Motor     | Categoria | Resumo   |
| ---- | ------------------ | ---------------- | --------- | -------- |
| 1991 | Emerson Fittipaldi | Penske-Chevrolet | CART      | Detalhes |
| 1990 | Michael Andretti   | Lola-Chevrolet   | CART      | Detalhes |
| 1989 | Emerson Fittipaldi | Penske-Chevrolet | CART      | Detalhes |
| 1988 | Ayrton Senna       | McLaren-Honda    | Fórmula 1 | Detalhes |
| 1987 | Ayrton Senna       | Lotus-Honda      | Fórmula 1 | Detalhes |
| 1986 | Ayrton Senna       | Lotus-Renault    | Fórmula 1 | Detalhes |
| 1985 | Keke Rosberg       | Williams-Honda   | Fórmula 1 | Detalhes |
| 1984 | Nelson Piquet      | Brabham-BMW      | Fórmula 1 | Detalhes |
| 1983 | Michele Alboreto   | Tyrrell-Ford     | Fórmula 1 | Detalhes |
| 1982 | John Watson        | McLaren-Ford     | Fórmula 1 | Detalhes |

### Por pilotos que mais venceram
|          |                  |                  |
| Vitórias | Pilotos          | Edições          |
| 3        | Ayrton Senna     | 1986, 1987, 1988 |
| 1        | John Watson      | 1982             |
| 1        | Michele Alboreto | 1983             |
| 1        | Nelson Piquet    | 1984             |
| 1        | Keke Rosberg     | 1985             |

### Por equipes que mais venceram
|          |            |            |
| Vitórias | Construtor | Edições    |
| 2        | Lotus      | 1986, 1987 |
| 2        | McLaren    | 1982, 1988 |
| 1        | Tyrrell    | 1983       |
| 1        | Brabham    | 1984       |
| 1        | Williams   | 1985       |

### Por países que mais venceram
|          |             |                        |
| Vitórias | País        | Edições                |
| 4        | Brasil      | 1984, 1986, 1987, 1988 |
| 1        | Reino Unido | 1982                   |
| 1        | Itália      | 1983                   |
| 1        | Finlândia   | 1985                   |

↑1  Contabilizados somente os resultados válidos pelo Mundial de Fórmula 1

## Recordes em Detroit
|                       |              |                        |              |          |      |
| Detroit               | País/Piloto  | Chassi/Motor           | Tempo        | Extensão | Ano  |
| Pole Position         | Ayrton Senna | Lotus-Renault V6 Turbo | 1min 38s 301 | 4.023 km | 1986 |
| Melhor Volta na Prova | Ayrton Senna | Lotus-Honda V6 Turbo   | 1min 40s 464 | 4.023 km | 1987 |